# Brusque (Santa Catarina)
Brusque is een gemeente in de Braziliaanse deelstaat Santa Catarina. De gemeente telt 128.818 inwoners (schatting 2017).

## Aangrenzende gemeenten
De gemeente grenst aan Botuverá, Camboriú, Canelinha, Gaspar, Guabiruba, Itajaí en Nova Trento.

## Verkeer en vervoer
De plaats ligt aan de wegen BR-486, SC-108 en SC-486.

## Geboren
- Murilo Fischer (1979), wielrenner